# 예멘 국가민주전선
예멘 국가민주전선은 예멘 아랍 공화국(북예멘) 내부의 사회주의를 표방하는 마르크스-레닌주의 단체이다. 1976년 2월 2일 사나에서 예멘 혁명민주당, 예멘 저항 기구, 예멘 노동당, 예멘 인민청년연합 대중전위대를 중심으로 결성되었다.
북예멘 정부와 대립했으며 NDF 반란에서도 북예멘을 밀고 올라갔으나 북예멘 영토를 수복하였기 때문에 성과를 거두지 못했다. 남예멘과 북예멘이 서로 분단되어 있던 1979년 2월 27일부터 3월 19일까지 일어난 1979년 예멘 전쟁에서는 남예멘을 지원했지만 패배했다.

## 같이 보기
- NDF 반란